# تانجو جولاك
تانجو جولاك (بالتركية: Tanju Çolak)‏، من مواليد 1963، لاعب كرة قدم تركي سابق.
حاز على جائزة الحذاء الذهبي الأوروبي في عام 1988.
لعب مع منتخب تركيا لكرة القدم 31 مباراة وسجل 9 أهداف.
```
وهو أول لاعب في أوروبا يحصل على الحذاء الأوروبي لالذهبي والفضي والبرونزي
```

## روابط خارجية
- تانجو جولاك على موقع الاتحاد الدولي (مؤرشف)  (الإنجليزية)
- تانجو جولاك على موقع اتحاد تركيا (لاعب) (الإنجليزية)
- تانجو جولاك على موقع اتحاد تركيا (مدرب) (الإنجليزية)
- تانجو جولاك على موقع قاعدة بيانات كرة القدم.إي يو (الإنجليزية)
- تانجو جولاك على موقع ناشيونال فوتبول تيمز (الإنجليزية)
- تانجو جولاك على موقع Soccerway.com (الإنجليزية)
- تانجو جولاك على موقع عالم كرة القدم.نت (الإنجليزية)